# Јужна звезда
Јужна звезда (фр. L'Étoile du sud) је роман француског писца Жила Верна, написан на основу рукописа Паскала Грусеа, први пут објављен 1884.

## Кратак опис
Главни лик романа је Француз Сипријен Мере, рударски инжењер. Он долази у Грика земљу да би проучио настанак дијаманата. Боравећи тамо заљубљује се у Алис, ћерку богатог земљопоседника, Џона Воткинса. Сипријен Мере тражи од Џона Воткинса руку његове кћери али бива одбијен због свог порекла и имовног стања. Сипријен долази на идеју да би могао да се обогати копањем дијаманата заједно са својим ортаком Томасом Стилом. Њих двојица купују клејм а Сипријен унајмљује неколико Африканаца да раде на њему. Недуго затим долази од обрушавања клејма у ком гине неколико копача а Сипријен успева да спасе једног од њих – Матакија. С обзиром да није нашао ништа значајно Сипријен бива обесхрабрен јер има много пожељнијих просаца за госпођицу Воткинс од њега.
Алис моли Сипријена да се врати научном раду па он одлучује да покуша да вештачки направи дијамант. Његов покушај изгледа успелим јер је произвео дијамант од 243 карата (48,6 г). Даје га господину Воткинсу за Алис. Господин Воткинс приређује прославу у част Сипријена и његовог открића. Дијамант, који је Алис назвала Јужна звезда, је приказан на прослави. Током прославе дијамант нестаје као и Сипријенов помоћник Матаки. Претпоставља се да је Матаки побегао са дијамантом и господин Воткинс, сав разјарен, нуди руку Алис ономе ко врати дијамант. Сипријен и тројица просаца крећу у потеру за Матакијем. Припремају се за пут преко велда.
Сипријен је повео и двојицу пратилаца: Лија, његовог перача, и Бардика, једног од копача. Током пута тројица путника умиру од напада животиња или од болести. Касније, Сипријен хвата Матакија који му се куне да није украо дијамант. Једини разлог зашто је побегао је што се плашио да ће га неправедно обесити због нестанка дијаманта. Након повратка у Грика земљу Сипријен проналази дијамант у стомаку Алисиног ноја, Даде. Сипријену је након тога запрећено смрћу због његовог открића производње вештачких дијаманата. Успео је да се спаси захваљујући Матакијевом признању да је он пронашао дијамант и да га је поставио у пећ у којој је Сипријен покушавао да произведе дијамант. Сипријен је запрепашћен и разочаран. Господин Воткинс након тога поново организује банкет а господин Вандергарт, прави власник земљишта, упада са потврдом о власништву тврдећи да је посед његов. Џон Воткинс је још више сломљен када се Јужна звезда распадне, те умире наредног дана. Сипријен и Алис су се венчали и живели су срећно до краја живота.